# TV Derendingen
Der TV Derendingen ist ein Sportverein aus Derendingen, einem Ortsteil der baden-württembergischen Stadt Tübingen. Erfolge erzielte der Verein insbesondere mit seiner Frauenfußball-Abteilung.

## Fußball

### Frauenfußball
Die Frauenfußball-Abteilung des TV Derendingen gewann 2011 und 2012 den württembergischen Landespokal und nahm somit jeweils an der ersten Runde des DFB-Pokals 2012/13 sowie DFB-Pokals 2013/14 teil. Dort verlor man gegen den TSV Crailsheim mit 1:2 bzw. den 1. FC Köln. Im Jahre 2014 gelang der Aufstieg in die Regionalliga Süd, aus der die Mannschaft zwei Jahre später absteigen musste.
Die zweite Mannschaft tritt in der Regionenliga 5 des Württembergischen Fußballverbandes an.

### Herrenfußball
Die erste Herrenmannschaft des TV Derendingen spielt in der achtklassigen Bezirksliga Alb.

## Weitere Abteilungen
Neben Fußball bietet der Verein die Sportarten Basketball, Tennis, Tischtennis und Turnen an. Die Leichtathletik-Abteilung des TV ist Mitglied der LAV Tübingen. Im Jahr 2011 gründete sich der Freundeskreis TV Derendingen, welcher den Verein ideell und finanziell fördert.